# Барок у Шпанији
Сликарство шпанског барока одвијало се пoд утицајем Италије и Холандије. Убрзо пошто је у холандско сликарство ушла мода мртвих природа, оне почињу да се развијају и у Шпанији кроз посебан тип заступљен у раду Санчеза Котана. Његове слике одликује и утицај Каравађа, што уочавамо у контрасту јаке светлости и непробојног мрака у који смешта своје намирнице, моделоване са брижљивим реализмом, прецизно намештене тако да можда носе и неко симболично значење (поврће у облику звезде и полумесеца). Котанове мртве природе су врло контрасне богатим северњачким композицијама јер нема раскошних предмета и посуђа или расипничке обилности хране. 
Под утицајем Каравађа у својим раним годинама стварао је и Дијего Веласкез (1599-1660), који је био усресређен на жанр сцене и мртве природе. Водоноша из Севиље, слика коју је насликао са свега 20 година, већ одаје раскош његовог талента: снага са којом је опазио индивидуални карактер и достојанство ликова чине да један свакодневни призор добије свечану атмосферу некаквог обреда. Неколико година касније Веласкез постаје дворски сликар у Мадриду, где до краја живота углавном слика портрете краљевске породице. У међувремену је постао Рубенсов пријатељ и он га упућује на Тицијаново дело, па је касније Веласкез боравио и на студијском путовању у Италији.
Његов зрели стил илуструје групни портрет и жанр сцена истовремено, Младе племићке, која носи и поднаслов Уметник у атељеу јер је Веласкез приказао и себе док слика. Веласкез је био очаран оптичким тајнама светлости које је студиозно проучавао, па се на овој слици појављује двосмисленост коју приказују ликови у огледалу иза сликаревих леђа: да ли представљају родитеље мале принцезе Маргарите која позира док улазе у просторију или пак портрет краљевског пара као одраз дела у огледалу које уметник слика? Различите врсте непосредне и одражене светлости су на овој слици безграничне а Веласкез је сликао техником нежних глазура које истичу текстуру и најосветљенијих површина. Његов циљ није био да прикаже ликове у покрету већ покрет саме светлости, као и бескрајан низ њеног деловања на колорит и форму јер је по њему светлост стварала видљиви свет.